# Футбол у Гібралтарі

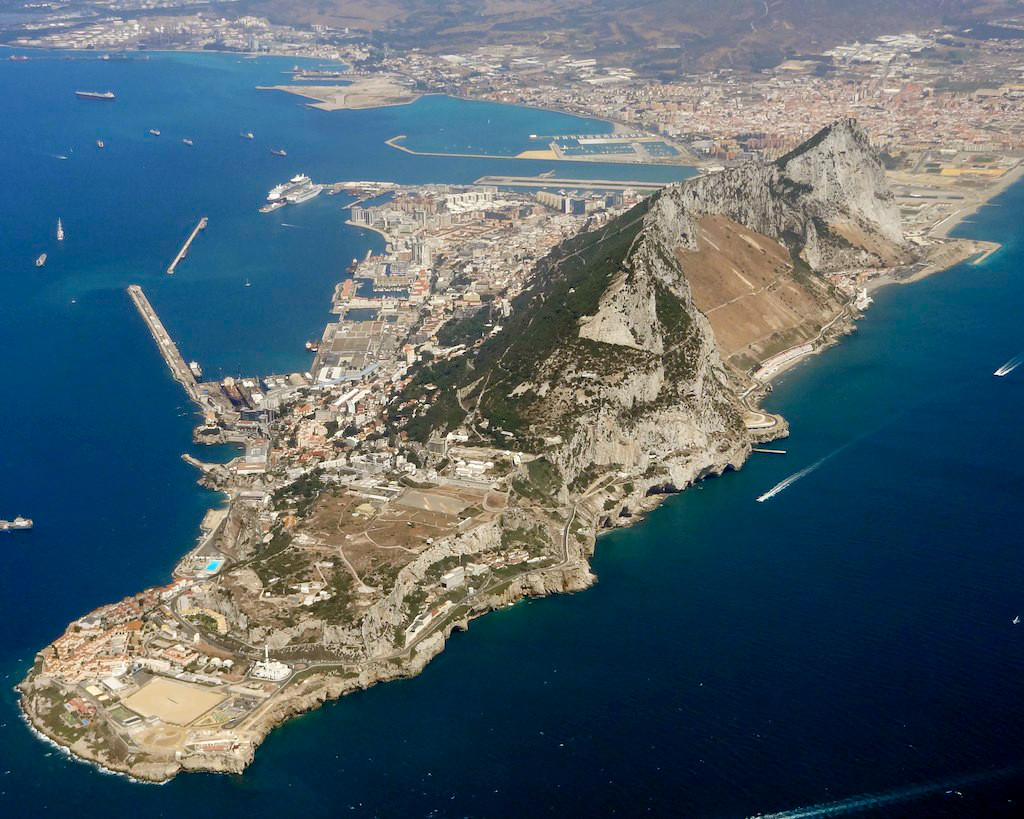
Гібралтар є британською заморською територією у Південній Європі, проте його спортивна культура має давні футбольні традиції

Футбол є одним з найпопулярніших видів спорту на британській залежній території Гібралтар. Футбол на півострові, завезений сюди британськими військовослужбовцями в XIX століття, має давні традиції. У 1895 році була створена Футбольна асоціація Гібралтару, що робить її однією з найстаріших футбольних асоціацій у світі.

## Історія

### Зародження футболу

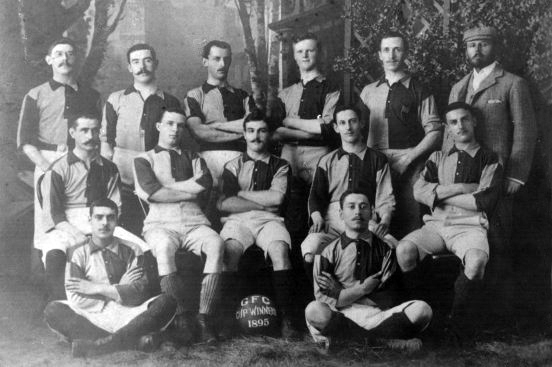
ФК «Гібралтар» — переможець Торгового кубка 1895 року

Цивільне населення Гібралтару запозичило гру в футбол від британських військовослужбовців наприкінці XIX століття. Точно невідомо коли утворилися перші футбольні клуби, але виходячи із записів того часу, футбольний клуб «Принц Уельсу» існував уже в 1892 році, а ФК «Гібралтар» був створений в листопаді 1893 року.
У період з 1895 по 1907 в Гібралтарі єдиним футбольним турніром, організованим Гібралтарською цивільною асоціацією футболу, був Торговий кубок (англ. Merchants Cup). Кубок вручався торговими організаціями Гібралтару. У першому фіналі цього кубка, що зібрав 1500 глядачів, зустрічалися «Гібралтар» і «Джубілі».
У 1902 році військова влада Гібралтару виділила одне зі своїх чотирьох футбольних полів на півночі території для проведення матчів між цивільними командами. До цього моменту Футбольна асоціація Гібралтару не мала власного стадіону і для проведення ігор у рамках щорічного Торгового кубка, була змушена по можливості організовувати товариські матчі своїх клубів з командами британських військовослужбовців.

### Футбольна ліга
Футбольна ліга Гібралтару була створена в жовтні 1907 року. Хоча військовим контингентом вже давно була організована футбольна ліга, цивільним командам в ній грати дозволено не було. Перший чемпіонат був представлений восьмому командам з лідером того часу клубом «Принц Уельсу». Успіх футбольних матчів викликав зростання кількості команд, що бажали вступити в лігу. У 1909 році була створена друге відділення ліги, а в 1910 році змагання були поділені для старших і юнацьких команд. Зростанню популярності футболу сприяв вступ у Футбольну асоціацію Англії в 1909 році.
Роки через Гібралтарська цивільна асоціація футболу була перейменована в Футбольну асоціацію Гібралтара, яка весь час виступає організатором футбольної ліги та інших турнірів, що проводяться на півострові.

### Золота ера
Період між 1949 і 1955 роками вважається «Золотою ерою» футболу в Гібралтарі. У цей період на півострів для зустрічей з місцевою збірною приїжджали такі клуби як «Реал Мадрид», «Атлетіко Мадрид», «Реал Вальядолід», «Адміра Ваккер» і багато інших. Незважаючи на статус любителів, футболісти Гібралтару гідно протистояли знаменитим клубам.

## Збірна

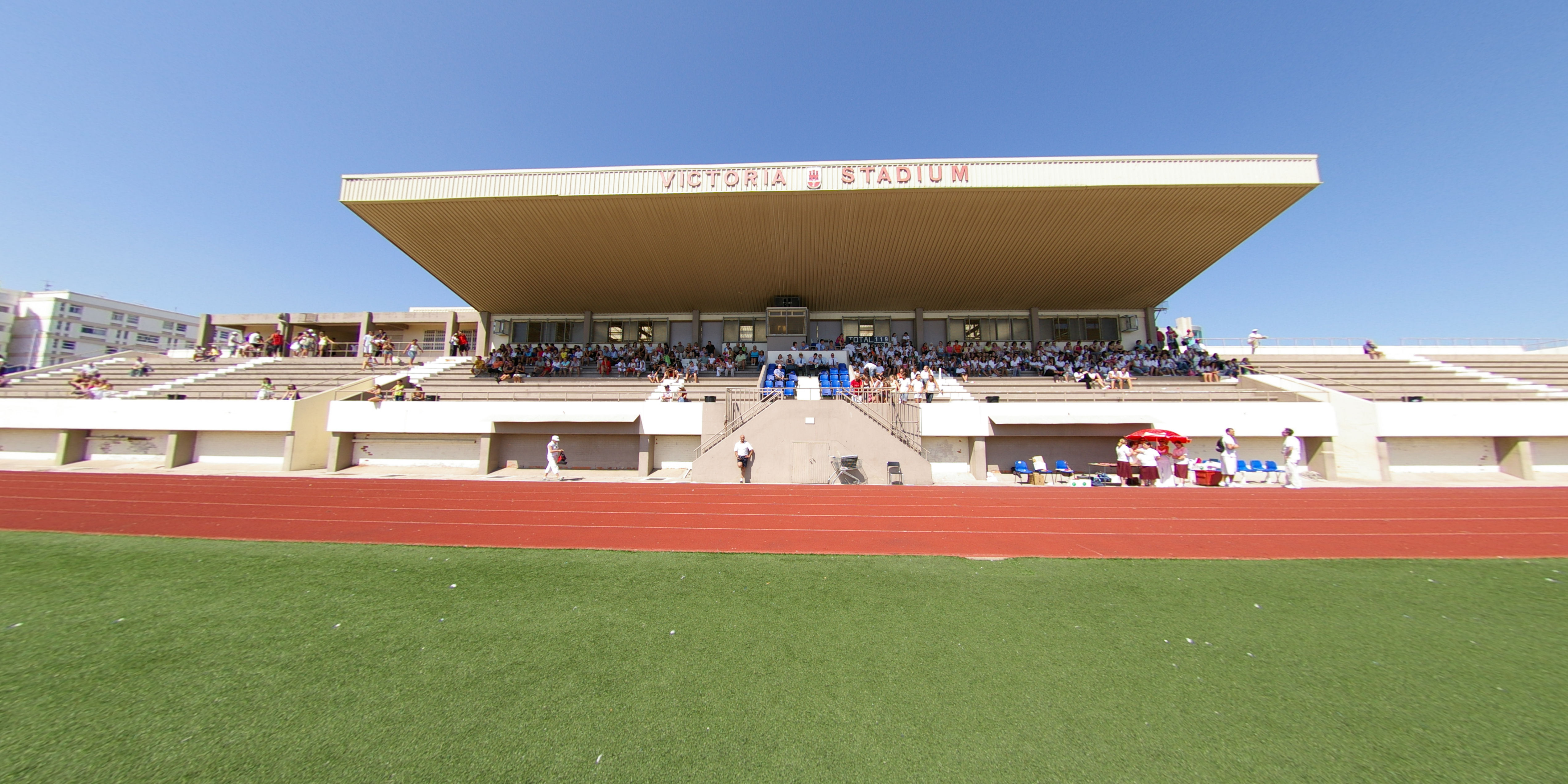
Стадіон «Вікторія» — домашня арена національної збірної

Історія національної збірної Гібралтару розпочалася з матчів проти команд британських військовослужбовців. Найвищим успіхом в її історії стала нічия в матчі з мадридським «Реалом» у 1949 році. До моменту вступу в УЄФА збірна Гібралтару переважну кількість своїх матчів проводила з командами територій, які також не є членами ФІФА. У 2007 році вона виграла Острівні ігри, які проходили на Родосі.
Гібралтарська національна збірна грає свої матчі, як і більшість місцевих клубів на стадіоні «Вікторія», що вміщає 5000 глядачів і має ліцензію ФІФА.

### Заявка на вступ до УЄФА
У січні 1997 року Футбольна асоціація Гібралтару подала заявку на вступ до ФІФА. В березні 1999 року, з повідомленням, що заявка відповідає вимогам Статуту організації, ФІФА передала її для розгляду в УЄФА. Дана обставина викликала різкий протест іспанських представників, які висловили офіційну позицію своєї країни, яка полягає в тому, що Гібралтар є частиною Іспанії. У цьому зв'язку в 2002 році УЄФА ухвалило рішення про те, що його майбутні члени повинні бути незалежними державами. Знову повернувшись до даного питання на своєму Конгресі в Дюссельдорфі в 2007 році, УЄФА відхилив заявку Гібралтару 45 голосами проти 3 (при 5 утрималися).
Результат заключного голосування УЄФА був сприйнятий багатьма жителями Гібралтару, як акт агресії і дискримінації з боку Іспанії. Більшості населенню відмова у вступі вважалася як агресія Іспанії проти Гібралтару. Іспанія, з іншого боку, просто розглядала це як важливу лінію в питанні, яке дозволило би гібралтарським чиновникам домогтися визнання з боку Іспанії спірного статусу Гібралтару. Іспанія вказала на положення ООН про Гібралтарі, як несамоврядну територію, і визнала, що це було «політичною проблемою». Гібралтарські чиновники, у свою чергу, пообіцяли відстоювати незалежність території. Незважаючи на те, що Гібралтар знаходиться в Європі, як один із способів вийти на міжнародну футбольну арену, Гібралтару було запропоновано попросити членство в Африканської конфедерації футболу, на яку вето Іспанії не буде поширюватися.
Проте, 1 жовтня 2012 року відбулася зустріч виконкому УЄФА в Санкт-Петербурзі. Згідно з рішенням виконкому, починаючи з 1 жовтня Гібралтар став тимчасовим членом УЄФА. Питання про постійне членство Футбольної асоціації Гібралтару в європейському футбольному союзі розглядалося на XXXVII Черговому конгресі УЄФА в Лондоні, на якому 24 травня 2013 року асоціацію було надано постійне членство і збірна отримала можливість брати участь в усіх турнірах під егідою УЄФА та ФІФА.